# Universidad del Estado Libre
La Universidad del Estado Libre (en inglés:  University of the Free State , en afrikáans:  Universiteit van die Vrystaat, en sotho:  Yunivesithi ya Freistata) es una universidad bilingüe afrikáans-inglés sudafricana. Comenzó llamándose Grey College dentro de la colonia británica del Estado Libre de Orange, pero pasó a tomar el nombre actual con la Unión Sudafricana.

## Alumnos notables
- Bram Fischer (1908-1975): nieto de Abraham Fischer, abogado, y notable activista contra el apartheid, incluyendo la defensa legal de figuras anti-apartheid, tales como Nelson Mandela.
- P. W. Botha (1916-2006): el primer ministro de Sudáfrica 1978-1984 y el primer ejecutivo Presidente del Estado 1984-1989.
- Hansie Cronjé (1969-2002): controvertido criquetista sudafricano y capitán del equipo de cricket nacional de Sudáfrica en la década de 1990.
- Leon Schuster (1951): el conocido realizador de Sudáfrica, cómico, actor, presentador y cantante.
- Colin Ingram (1985-): cricketer de la corriente equipo de cricket nacional de Sudáfrica.
- Susan Vosloo: primera cirujana cardiotorácica femenina de Sudáfrica.
- Rolene Strauss (1992-): Miss Mundo 2014
- Wayde van Niekerk (1992-): poseedor del récord mundial de 400 metros.